# 醛縮酶
醛縮酶（英語：aldolase）是一种可以裂解羟醛的酶。
包括类型：
- 醛縮酶A
- 醛縮酶B
- 醛縮酶C